# Exodus (musikalbum)
Exodus är ett musikalbum av Bob Marley & The Wailers, släppt i juni 1977. Detta album spelades in i London, dit Marley flyttat i slutet av 1976 efter att ha utsatts för ett mordförsök på Jamaica.  
Albumet gav världen hitarna "Jammin'", "Natural Mystic", "Three Little Birds", "Waiting in Vain" och "One Love". Albumet blev en mycket stor framgång och en anledning till detta var kanske att albumet inte var fullt lika präglat av politiska låtar som många av Marleys övriga album. Exodus nådde Billboards #20 i genren pop-album. Låten "Exodus" är en glödande religiös uppmaning till ättlingarna till de afrikaner som fördes bort som slavar att återvända till Afrika. Det handlar om en gemensam handling liknande den som enligt 2:a Moseboken (Exodus) i stort sett samtliga hebréer gjorde när de under Moses ska ha lämnat slaveriet i Egypten för att åter få bosätta sig i sina förfäders land Abrahams Kanaan. I rastafariansk bibelläsning kan berättelsen lika gärna tolkas som en profetia.
Kärlekslåten "Waiting In Vain" ska vara tillägnad Cindy Breakspeare, fotomodell och Miss World, mor till Bob Marleys yngste son, reggaemusikern Damian Marley.  

## Låtlista
Alla låtar skrivna av Bob Marley.
1. "Natural Mystic" - 3:28
2. "So Much Things to Say" - 3:08
3. "Guiltiness" - 3:19
4. "The Heathen" - 2:32
5. "Exodus" - 7:39
6. "Jamming" - 3:31
7. "Waiting in Vain" - 4:15
8. "Turn Your Lights Down Low" - 3:39
9. "Three Little Birds" - 2:60
10. "One Love/People Get Ready" - 2:53

## Listplaceringar
| Lista (1977)   | Position            |
| -------------- | ------------------- |
| Frankrike      | 20                  |
| Kanada         | 46 (RPM)            |
| Nederländerna  | 11                  |
| Norge          | 12 (VG-lista)       |
| Storbritannien | 8 (UK Albums Chart) |
| Sverige        | 14 (Topplistan)     |
| USA            | 20 (Billboard 200)  |
| Österrike      | 21                  |